# 吉羊康泰
24°08′43″N 120°41′01″E / 24.145413°N 120.683505°E
吉羊康泰，是2003年臺灣燈會主燈，楊奉琛作品，當時創下歷屆主燈最大者，燈會結束後永久保存在臺中公園，十二年後2015年臺灣燈會再作主燈。

## 造型設計
「吉羊康泰」是由時任臺灣大學教授的曾永義所命名。其20.5公尺的高度，在當時創下歷屆燈會主燈最大者。造型一改過去幾年抽象大塊面，正面為公山羊雄踞玉山峰頂，背面為母羊半臥與小羊跪乳，寬18公尺的基座的玉山還能呈現日照的陰陽面。材質上結合內發光、金像片、雷射，頭部可活動的設計，首創以不銹鋼管交錯編織塑造外型並兼具結構，而總重約10噸。
1991年羊年的主燈「三陽開泰」是由楊英風、楊奉堔父子聯手設計。此年主燈被認為失敗是設計者堅持主見，燈無法從內投射，因此觀光局將設計者曾列入拒絕名單。這次，楊奉堔設計的「吉羊康泰」內外燈源約為七三之比，再透過穿孔的不鏽鋼，來呈現燈籠般透明發光，且內外光能交互切換，讓觀眾印象深刻。燈源裝置數量亦創下歷年最多，分為高效能冷光燈、彩色燈泡、LED數位換色燈、電腦換色燈及全像片效果。

## 初次登場
2002年10月，觀光局公開徵求主燈設計，條件式為應對搬遷、組裝、保留性、成本及抗風性設計，主燈以鋼架及不銹鋼材質為主結構，期限為10月21日截止。燈會循例由中華電信捐贈主燈、圓山飯店贊助副燈，各贊助新台幣一千萬元。

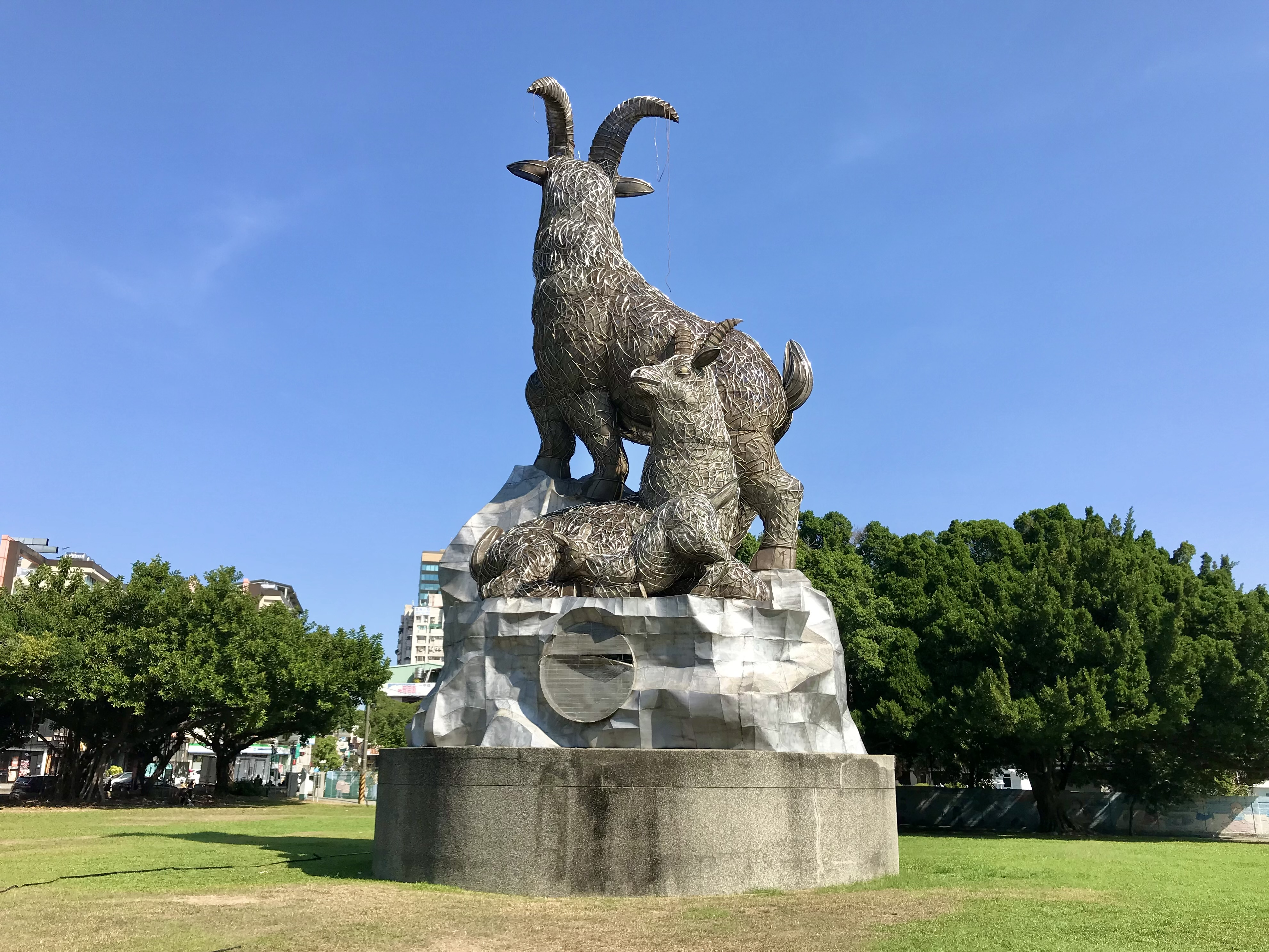
後側

原先臺中市政府想在主燈放在臺中公園，以結合公園建園百年做賣點，但中央屬意市民廣場。2002年10月30日，由警察大學教授吳彰裕來市民廣場，以風水學「後背有靠、左右有抱、堂前有照、照中有水」選定面對前方公益路的安座位置。
2003年1月24日，觀光局長蘇成田、臺中市長胡志強共同主持的記者會，「吉羊康泰」亮相。28日下午1點，蘇局長與副市長蕭家淇主持安座儀式。2月11日晚7點，蘇局長試燈。2月15日晚6點，由總統陳水扁開燈。開燈步驟為曾永義撰擬，依序為「卿雲爛縵、旭日東山、鳳鳴高岸、光耀台灣、河清海晏、國泰民安」此六步驟。「卿雲爛縵、旭日東山」、「鳳鳴高岸」、「光耀台灣」、「河清海晏、國泰民安」也分別是四座副燈的名稱。

## 永久保存
燈會開主燈前，2月14日，胡志強便向交通部次長蔡堆爭取將「吉羊康泰」留在臺中，希望永久陳列臺中民俗公園。但民俗公園無力負擔多達一百六十萬元的搬遷費，宣告放棄。燈會結束後的2月28日，在傳出市府交通局可能「吉羊康泰」留置市民廣場原地後，鄰近幾個里的里長以這個歷屆最大的燈會壓縮廣場空間，齊聲反對。3月3日，胡志強表示目前正就臺中公園、市民廣場原址、及老虎城購物中心、美術園道等四處進行評估。尋覓近半年後，7月14日，安放於臺中公園。
設置後，「吉羊康泰」受限於電費預算，僅有周末假日會有投射照明。至於原先的轉圈，在2003年轉一圈電費就要二萬元，因此不運行。該燈曾被民眾質疑佔用草地、基座被人噴漆、遭鋼珠彈射擊。但不鏽鋼的材質構造，多年來已通過各種天候考驗。

## 再現風華
2012年2月7日，市長胡志強宣布將爭取2015年臺灣燈會回到臺中舉辦時，計畫將「吉羊康泰」再添新設計以重新登場。2015年臺灣燈會，林佳龍市府規劃在臺中公園、豐原火車站、烏日高鐵站各設一主燈以象徵三陽開泰。「吉羊康泰」在該年2月28日以主燈身分開燈，再現風華。